# Per Hansson

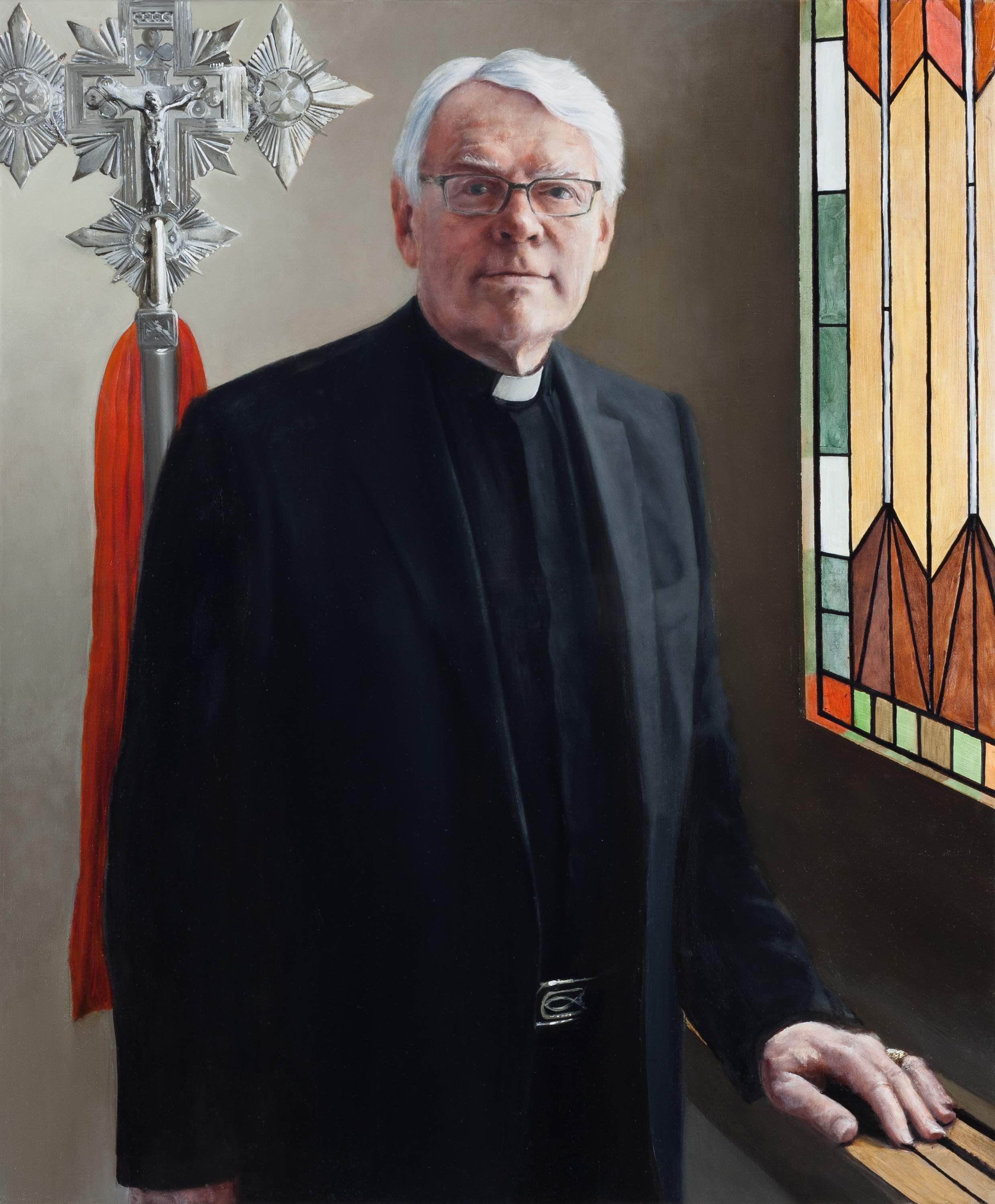
Per Hansson.

Per Henrik Hansson, född den 13 september 1944 i Göteborgs Gamlestads församling, är en svensk präst och professor i pedagogik. 

## Biografi
Hansson är son till direktör Alvar Hansson och Dagmar Ågren. Han tog studentexamen vid Hvitfeldtska läroverket 1963, blev teologie kandidat vid Lunds universitet 1967 och prästvigdes i Strängnäs stift 1967. Han innehade prästtjänst i Örebro och vid Strängnäs stift 1967–1989 och var kyrkoherde i Ytterselö pastorat (Stallarholmen) 1990–1991. Under sin verksamhet inom Strängnäs stift arbetade Hansson främst med utveckling av barn- och ungdomsarbete samt från 1982 med kompetensutveckling och personalfortbildning. 2016 var han vik. kyrkoherde i Sigtuna och 2023 – 2025 i Svenska kyrkan i Rom (sammanlagt 11 månader).
Han bedrev studier i pedagogik vid Högskolan i Örebro och blev 1990 filosofie doktor i pedagogik vid Uppsala universitet med en avhandling om förändringsbetingelser i kyrklig församlingsverksamhet. Han var forskare vid Svenska kyrkans forskningsråd och Uppsala universitet 1991–1994. Under åren 1994–2011 var han direktor för Stiftelsen Fjellstedtska skolan och blev docent i pedagogik 1997. Hansson var adjungerad professor i pedagogik med inriktning mot ledarskap vid Uppsala universitet 2002–2011 och seniorprofessor vid Uppsala universitet 2011–2015, samt inspektor för Göteborgs nation 2004–2013. 
Vid Stiftelsen Fjellstedtska skolan och Uppsala universitet har Hansson främst arbetat med ledarskapsutbildningar. Så startades den så kallade "Kyrkledarhögskolan" vid Uppsala universitet 1995. Denna utbildning har därefter vidareutvecklats till ett master/magisterprogram i pedagogiskt ledarskap. 
Som forskare har Hansson huvudsakligen studerat Svenska kyrkan ur olika aspekter: organisation, ledarskap, jämställdhet samt tillsyn över professionella. Inom forskningsprogrammet "Från statskyrka till fri folkkyrka" bidrog Hansson med organisationskulturella studier av Svenska kyrkan. 

### Familj
Hansson ingick 1982 i äktenskap med medicine doktor Ann-Sophie Hansson, född Vinberg. Per Hansson är tvillingbror till Klas Hansson, präst och före detta chef för Svenska kyrkan i utlandet.